# San Vicente de la Barquera (Gerichtsbezirk)
Der Gerichtsbezirk San Vicente de la Barquera ist einer der acht Gerichtsbezirke in der autonomen Gemeinschaft Kantabrien.
Der Bezirk umfasst 19 Gemeinden auf einer Fläche von 1.243,95 km² mit dem Hauptquartier in San Vicente de la Barquera.

## Gemeinden
| Gemeinde                                  | Einwohner (2024) | Fläche km² | Dichte Einw./km² | Cod INE | Postleitzahl        |
| ----------------------------------------- | ---------------- | ---------- | ---------------- | ------- | ------------------- |
| Cabezón de Liébana                        | 540              | 81,43      | 7                | 39013   | 39571               |
| Camaleño                                  | 969              | 161,81     | 6                | 39015   | 39587               |
| Cillorigo de Liébana                      | 1.362            | 104,55     | 13               | 39022   | 39770               |
| Comillas                                  | 2.146            | 18,61      | 115              | 39024   | 39520               |
| Herrerías                                 | 581              | 40,34      | 14               | 39033   | 39551, 39594        |
| Lamasón                                   | 246              | 71,23      | 3                | 39034   | 39550               |
| Peñarrubia                                | 314              | 54,28      | 6                | 39049   | 39580               |
| Pesaguero                                 | 276              | 69,99      | 4                | 39050   | 39572               |
| Polaciones                                | 202              | 89,77      | 2                | 39053   | 39557               |
| Potes                                     | 1.353            | 7,61       | 178              | 39055   | 39570               |
| Rionansa                                  | 1.002            | 118,02     | 8                | 39063   | 39554               |
| Ruiloba                                   | 760              | 15,13      | 50               | 39068   | 39527               |
| San Vicente de la Barquera                | 3.992            | 41,04      | 97               | 39080   | 39540               |
| Tresviso                                  | 53               | 16,23      | 3                | 39088   | 33554               |
| Tudanca                                   | 157              | 52,44      | 3                | 39089   | 39555               |
| Udías                                     | 946              | 19,64      | 48               | 39090   | 39507               |
| Val de San Vicente                        | 2.796            | 50,86      | 55               | 39095   | 39548, 39549, 39569 |
| Valdáliga                                 | 2.152            | 97,76      | 22               | 39091   | 39593               |
| Vega de Liébana                           | 690              | 133,21     | 5                | 39096   | 39575, 39577        |
| Gerichtsbezirk San Vicente de la Barquera | 20.537           | 1.243,95   | 17               | –       | –                   |